# 簡單溼生石蛾
簡單溼生石蛾（学名：Madioxytheria simplex）为姬石蛾科溼生石蛾屬下的一个种。其种加词“simplex ”意为“简单的”。